# IC 3404
IC 3404 је ознака објекта на координатама са ректансцензијом 12h 29m 10,7s и деклинацијом + 7° 9" 14'. Открио га је Арнолд Швасман, 8. новембра 1899. Каснијим посматрањима на том положају није уочен никакав астрономски објекат.